# Liga de futebol feminino dos Estados Unidos de 2011
A Liga de futebol feminino dos Estados Unidos de 2011, ou Women's Professional Soccer 2011, foi a terceira edição da competição que aconteceu a partir de 10 de abril e reuniu seis equipes. Sua organização é de responsabilidade da United States Soccer Federation (USSF). O Western New York Flash foi a equipe campeã.

## Formato

### Critérios de desempate
Os critério de desempate serão aplicados na seguinte ordem:
| - Pontos nos confrontos diretos - Saldo de gols nos confrontos diretos - Saldo de gols | - Gols pró (marcados) - Pontos "fora de casa" - Diferença de gols "fora de casa" | - Gols pró (marcados) "fora de casa" - Sorteio |

## Participantes
| Equipe                    | Cidade     | Estado        | Em 2010        | Estádio                 | Capacidade | Títulos        |
| ------------------------- | ---------- | ------------- | -------------- | ----------------------- | ---------- | -------------- |
| Atlanta Beat              | Atlanta    | Geórgia       | 7º             | New KSU Stadium         | 8.300      | 0 (não possui) |
| Boston Breakers           | Boston     | Massachusetts | 5º             | Harvard Stadium         | 30.323     | 0 (não possui) |
| Philadelphia Independence | Filadélfia | Pensilvânia   | 2º             | John A. Farrell Stadium | 7.500      | 0 (não possui) |
| Sky Blue FC               | Piscataway | Nova Jérsei   | 5º             | Yurcak Field            | 5.000      | 1 (2009)       |
| Washington Freedom        | Boyds      | Maryland      | 4º             | Maryland SoccerPlex     | 5.126      | 0 (não possui) |
| Western New York Flash    | Rochester  | Nova Iorque   | Não participou |                         |            | 0 (não possui) |